# Aorun
Aorun (nazwany na cześć Smoczego Króla Zachodu z Wędrówki na Zachód) – rodzaj dinozaura z grupy teropodów, żyjącego na przełomie środkowej i późnej jury (kelowej lub oksford) na terenie dzisiejszych Chin. Gatunkiem typowym jest A. zhaoi, którego holotypem jest niekompletny szkielet o numerze katalogowym IVPP V15709, z zachowaną czaszką, kręgami szyjnymi, grzbietowymi i ogonowymi, lewą kością łokciową, lewą dłonią, dystalnymi (dalszymi od osi ciała) częściami kości łonowych oraz kośćmi obu kończyn tylnych – połową prawego i prawie kompletnym lewym tibiotarsus, kośćmi śródstopia i stopami. Epitet gatunkowy zhaoi honoruje paleontologa Zhao Xijina.
Skamieniałości A. zhaoi odkryto w 2006 roku w osadach formacji Shishugou, na stanowisku Wucaiwan w Sinciangu. Na tym stanowisku odkryto też skamieniałości teropodów z gatunków Limusaurus inextricabilis, Zuolong salleei, Guanlong wucaii i  Haplocheirus sollers (jednak prawdopodobnie w osadach młodszych niż te, w których odkryto skamieniałości Aorun), a także zęby dużego teropoda podobnego do Sinraptor. Z osadów formacji Shishugou znane są również skamieniałości dużych teropodów z gatunków Sinraptor dongi i Monolophosaurus jiangi, odkryte na stanowisku Jiangjunmiao, około 100 kilometrów na wschód od stanowiska Wucaiwan. Autorzy opisu Aorun zhaoi szacują, że osady, w których odkryto skamieniałości Sinraptor dongi były młodsze od osadów, w których odkryto skamieniałości Aorun, natomiast skamieniałości Monolophosaurus jiangi były bliższe wiekiem skamieniałościom A. zhaoi. Choć holotyp A. zhaoi był szkieletem osobnika niedojrzałego, mającego w chwili śmierci nie więcej niż rok, w ocenie autorów jego opisu różnice w budowie szkieletu Aorun i innych teropodów z formacji Shishugou nie pozwalają na przyjęcie, że IVPP V15709 jest jedynie niedojrzałym przedstawicielem któregoś z opisanych wcześniej gatunków teropodów.
U okazu holotypowego A. zhaoi występuje mieszanka cech budowy szkieletu występujących u celurozaurów oraz cech występujących u teropodów nienależących do celurozaurów. Podobnie jak u teropodów nienależących do celurozaurów, wyrostek wznoszący (ang. ascending process) kości skokowej Aorun jest niski i ograniczony do bocznej powierzchni piszczeli, ale jednocześnie podobnie jak u celurozaurów wyrostek ten jest oddzielony rowkiem od kłykci kości skokowej. U Aorun kręgi szyjne były opistoceliczne, tj. wypukłe na przedniej powierzchni stawowej i wklęsłe na tylnej; kręgi szyjne Aorun były zatem zbudowane podobnie do kręgów szyjnych dużych tetanurów nienależących do celurozaurów, ale inaczej niż kręgi szyjne większości celurozaurów (poza Compsognathus i alwarezaurami). Budową dłoni Aorun w większym stopniu przypominał natomiast nieptasie celurozaury niż bardziej bazalne teropody; w szczególności budową dłoni (a także proporcjami czaszki) Aorun zhaoi przypominał Haplocheirus sollers.
Z przeprowadzonej przez autorów opisu Aorun analizy filogenetycznej wynika przynależność tego teropoda do celurozaurów. Jego dokładna pozycja filogenetyczna w obrębie tej grupy jest jednak niepewna; z analiz wynika, że mógł być bazalnym celurozaurem, siostrzanym do kladu obejmującego wszystkie pozostałe celurozaury poza Zuolong i tyranozauroidami lub bazalnym maniraptorem blisko spokrewnionym z Tugulusaurus faciles i Coelurus fragilis. Jednakże w ocenie autorów opisu Aorun budowa czaszki, kręgów szyjnych i dłoni okazu holotypowego sugeruje, że mógł on być przedstawicielem Alvarezsauroidea lub ornitomimozaurów. Także z późniejszej analizy filogenetycznej przeprowadzonej przez Xu i współpracowników (2018) wynika bliskie pokrewieństwo Aorun z alwarezaurami.
Niekompletność okazu holotypowego Aorun zhaoi utrudnia rekonstrukcję wyglądu zwierzęcia; można jednak stwierdzić, że IVPP V15709 był niewielkim teropodem (długość lewej piszczeli 123,3 milimetra), o dłuższej i niższej czaszce niż u Zuolong i Guanlong. Niektóre cechy budowy szkieletu okazu holotypowego (pozbawione piłkowanej krawędzi zęby osadzone na kości przedszczękowej, niezakrzywione lub słabo zakrzywione paliczki dalsze dłoni – kości pazurowe) sugerują, że u Aorun doszło do zaniku niektórych przystosowań do drapieżnictwa występujących u teropodów nienależących do celurozaurów. Odkrycie Aorun może zatem wspierać hipotezę, w myśl której wczesna radiacja ewolucyjna celurozaurów wiązała się z ich odstąpieniem od wyłącznej mięsożerności i przystosowaniem się do wszystkożerności. Ponieważ holotyp A. zhaoi jest szkieletem osobnika młodego, niemożliwe jest oszacowanie rozmiarów osobnika dorosłego. Porównanie Aorun z teropodami z rodzaju Allosaurus, uwzględniające różnice rozmiarów ciała znanych młodych i dorosłych osobników zaliczanych do rodzaju Allosaurus, wskazuje, że hipotetycznie dorosły Aorun mógłby osiągać nawet rozmiary porównywalne z dużymi teropodami takimi jak Sinraptor czy Monolophosaurus. Autorzy opisu Aorun uznają jednak za mało prawdopodobne osiąganie przez niego takich rozmiarów, wskazując, że w odróżnieniu od Sinraptor czy Monolophosaurus najprawdopodobniej należał on do celurozaurów, a inne celurozaury znane z osadów formacji Shishugou były niewielkimi lub średniej wielkości teropodami.